# Hotel Negresco

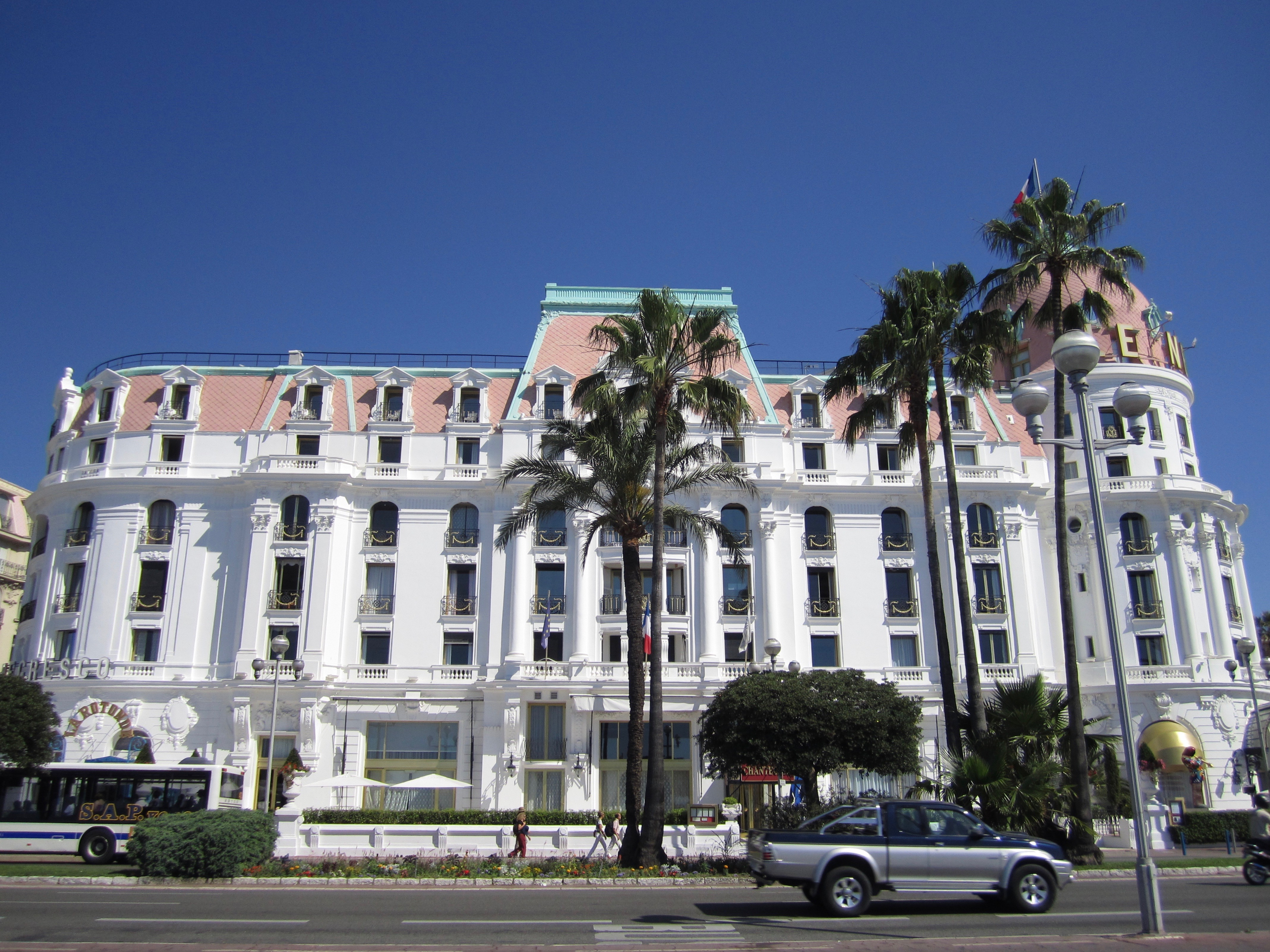
El hotel visto desde la Promenade des Anglais.

El Hotel Negresco es un hotel famoso situado en la Promenade des Anglais en la Baie des Anges de Niza, Francia. Se llama así en honor a Henri Negresco (en rumano: Henri Negrescu) (1868–1920) quien construyó el hotel en 1912. Para mantener las convenciones de la época, cuando abrió el Negresco en 1913, su puerta principal estaba en el lado opuesto al Mediterráneo.

## Historia
Henri Negresco (en rumano: Henri Negrescu), hijo de un posadero de Bucarest, dejó su casa con quince años y se fue primero a París y luego a la Riviera francesa, donde fue muy exitoso. Cuando era director del Casino Municipal de Niza, tuvo la idea de construir un lujoso hotel de calidad que atrajera a los clientes más ricos. Tras conseguir la financiación, contrató al gran arquitecto de la café society Édouard-Jean Niermans para que diseñara el hotel y su famosa cúpula rosa. La espectacular lámpara de araña de 16 309 cristales de Baccarat situado en el Royal Lounge del Negresco fue encargado por el Zar Nicolás II.
Al contrario de lo que afirma la creencia popular, la gran ventana de la Royal Lounge (catalogada monument historique) no es obra de Gustave Eiffel, sino de Edouard-Jean Niermans; Eiffel no trabajó en el Negresco.

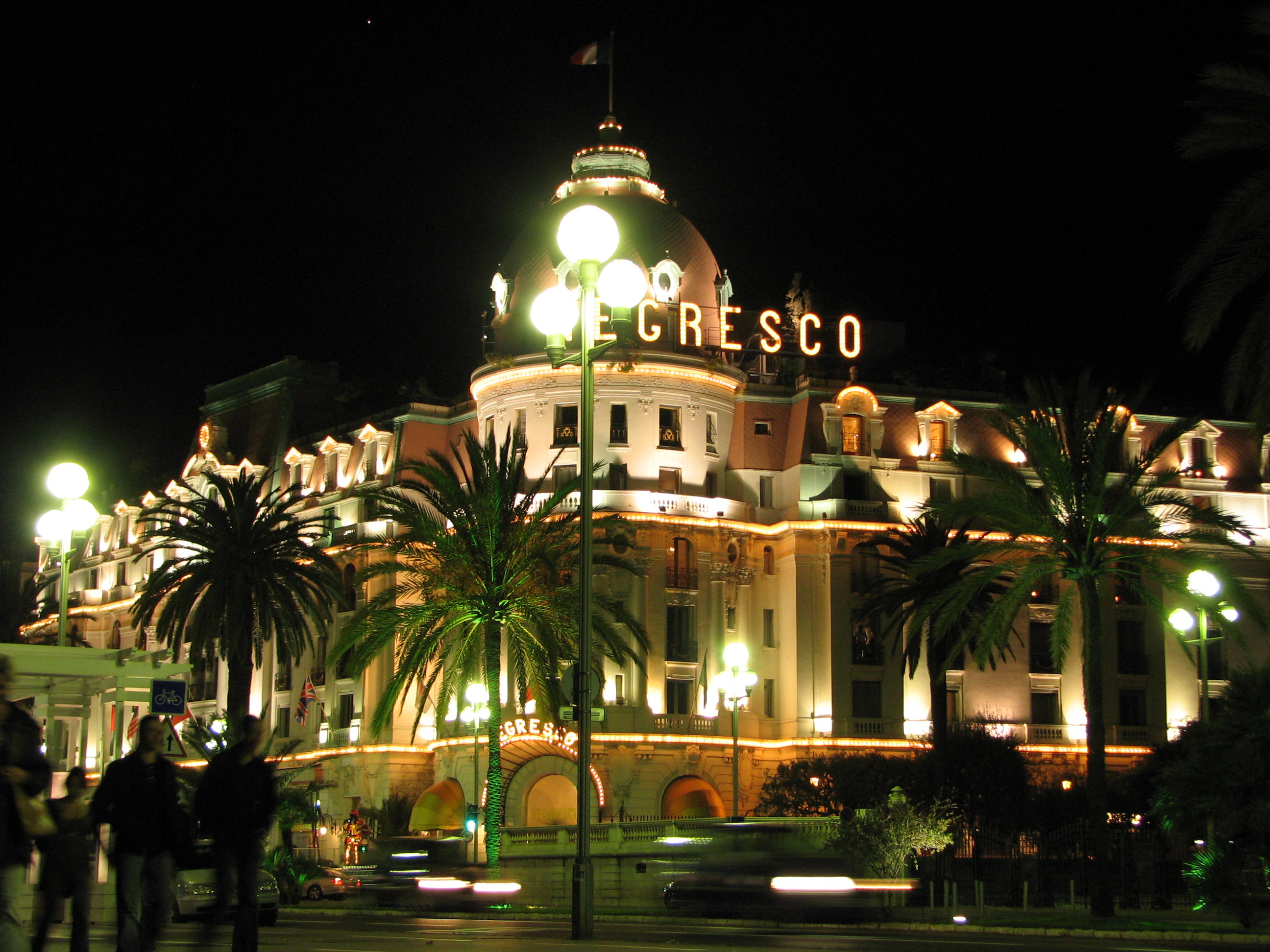
El hotel por la noche.

Henri Negresco se enfrentó a un declive en sus negocios cuando estalló la Primera Guerra Mundial dos años después de que abriera el hotel, que se transformó en hospital durante el conflicto. Al final de la guerra, el número de visitantes ricos de la Riviera había disminuido hasta el punto que el hotel estaba en severas dificultades financieras. Incautado por los acreedores, el Negresco se vendió a una empresa belga. Henri Negresco murió unos pocos años después en París, a la edad de 52 años.

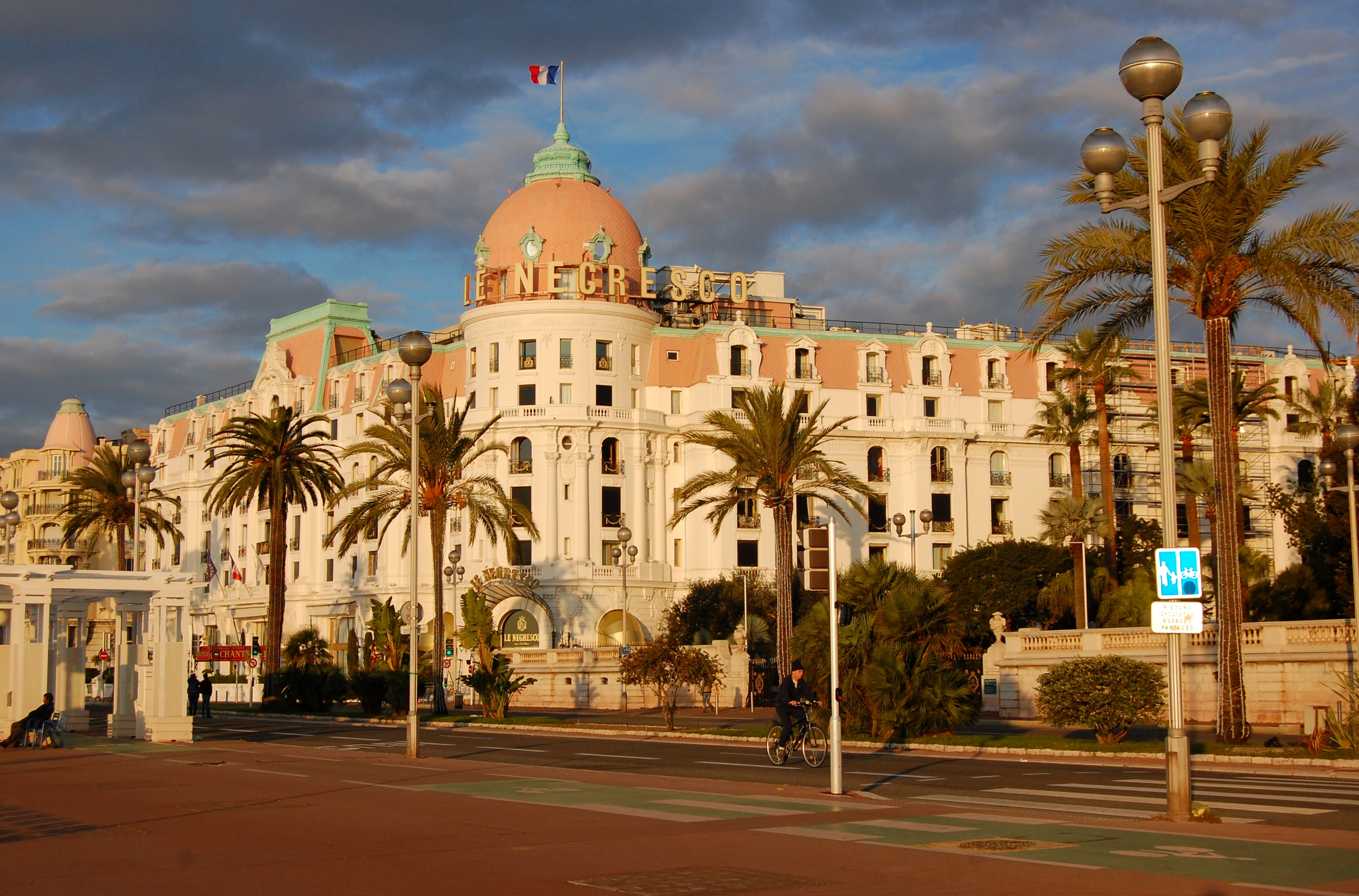
El Negresco al amanecer.

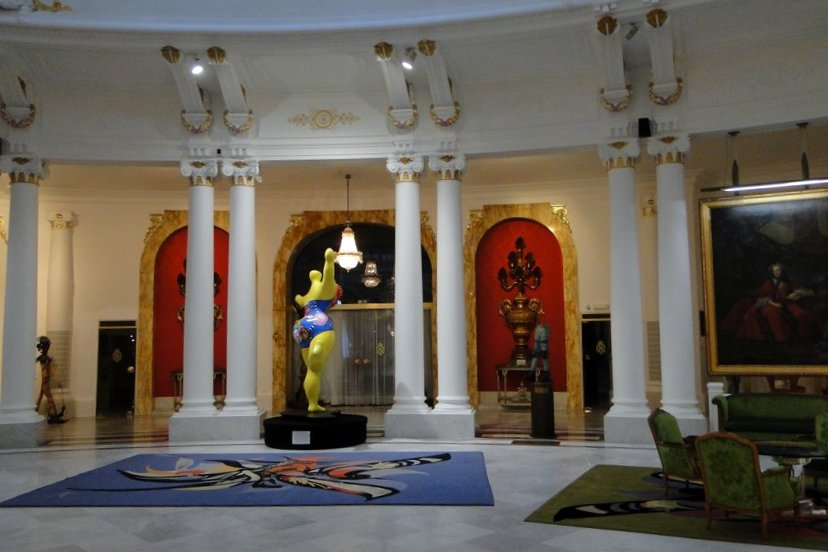
El salón municipal.

Con el pasar de los años, el hotel tuvo sus vaivenes, y en 1957 fue vendido a la familia Augier. Madame Jeanne Augier renovó el hotel con lujosas decoraciones y muebles, incluida una excepcional colección de arte y habitaciones con colchas de visón. Conocido por sus porteros vestidos con las ropas de los empleados de las casas burguesas elitistas del siglo XVIII, con sombreros con pluma roja, el hotel también ofrece cenas de gourmet en el restaurante Le Chantecler, de estilo Regencia.
Le Chantecler tiene dos estrellas en la Guía Michelin y 15/20 en Gault et Millau. Ha estado bajo la dirección de chefs famosos como Bruno Turbot y Alain Llorca, quien lo dejó para hacerse cargo del igualmente legendario Moulin de Mougins. El restaurante tiene un fabuloso interior con gobelinos y mobiliario rococó en colores no tradicionales como rosa, lima, limón, cerúleo...
En 2003, el Hotel Negresco fue catalogado por el Gobierno Francés como monument historique y es miembro del consorcio The Leading Hotels of the World. El Negresco tiene un total de 119 habitaciones más 22 suites.

## En la actualidad
La quinta planta del hotel es para huéspedes "VVIP". Este acrónimo significa very, very important people ("personas muy, muy importantes"). El personal del hotel lleva trajes basados en los del siglo XVIII. El hotel tiene una playa privada, situada al otro lado de la calle, donde también se sitúa el gimnasio.